# Palmar de Zapata
Palmar de Zapata är en ort i Mexiko.   Den ligger i kommunen Coatzintla och delstaten Veracruz, i den sydöstra delen av landet, 200 km nordost om huvudstaden Mexico City. Palmar de Zapata ligger 125 meter över havet och antalet invånare är 189.
Terrängen runt Palmar de Zapata är huvudsakligen platt, men åt nordost är den kuperad. Runt Palmar de Zapata är det ganska tätbefolkat, med 67 invånare per kvadratkilometer. Närmaste större samhälle är Poza Rica de Hidalgo, 15,0 km norr om Palmar de Zapata. Omgivningarna runt Palmar de Zapata är en mosaik av jordbruksmark och naturlig växtlighet.